# 宋丽嫔
宋麗嬪（16世纪？—1565年），名失考，灤州人。正六品錦衣衛帶俸百戶宋槃之女，明朝明世宗朱厚熜之嬪。

## 生平
宋氏的入宮時間與年齡均無考。嘉靖四十四年（1565年）八月十二日，「未封宫御」宋氏薨逝，追封為麗嬪，治喪葬如例；同年十一月初九日，授宋麗嬪之父灤州平民宋槃為錦衣衛帶俸百戶。根據《太常續考》的記載，宋麗嬪與杜莊妃、任和嬪、王康妃、高常嬪、王常嬪、温靖懿妃趙氏共一墓葬金山皇族園寢 （西山紅石口）。

## 備註
1. ↑   《高文端公奏議》誤記宋麗嬪為「麗妃宋氏」 [1]。